# Jonquières (Oise)
Jonquières – miejscowość i gmina we Francji, w regionie Hauts-de-France, w departamencie Oise.
Według danych na rok 1990 gminę zamieszkiwały 512 osoby, a gęstość zaludnienia wynosiła 70 osób/km² (wśród 2293 gmin Pikardii Jonquières plasuje się na 526. miejscu pod względem liczby ludności, natomiast pod względem powierzchni na miejscu 664.).